# アデマール・エスマン

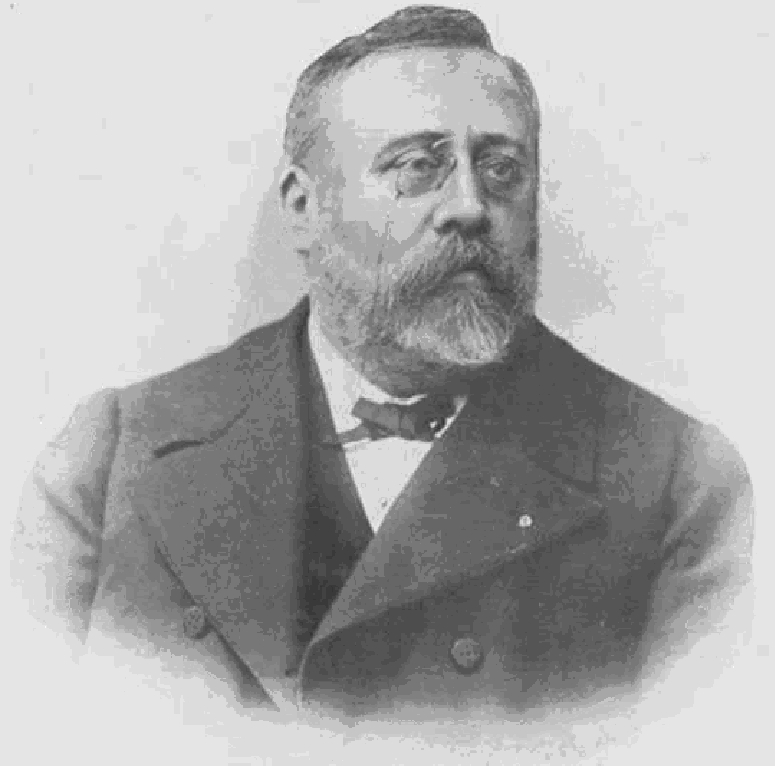
アデマール・エスマン

アデマール・エスマン（Adhémar Esmein、1848年2月1日 - 1913年7月20日）は、 フランスの公法学者。パリ大学教授。

## 人物
1848年2月1日 シャラント県トゥベラックに生まれる。大学でローマ法を学び、1872年ローマ法に関する論文で博士号取得。1875年ドウエー法学部で法制史を講じた後、パリ大学教授。1889年から憲法学講座を受け持つ。1902年権限裁判所判事。1913年7月20日永眠。
現代フランス憲法学は、形成期(1880年～1920年)、反省期(1930年～1945年)、発展期(1945年～)の3期に分けることができるとされるが、エスマンは形成期を担った最も古典的・正統的な学者であるとされる。
ローマ法、法制史を研究した後、憲法の研究で著名になり、歴史学の「テーヌの弟子」と呼ばれたこともあり、歴史的比較法的方法を研究方法としてとる。フランス革命やイギリスの名誉革命によって確立された近代的自由の概念を基礎に、国民主権、議会制、半代表制、権力分立などの諸原理の基礎を確立し、伝統的憲法理論を集大成した人物である。第三共和制下における代表的な憲法学の論客の一人であり、日本の解釈論にも多大な影響を与えた。
主権抹殺論を唱えたレオン・デュギーと対立し、論争を繰り返した。

## 著作
- 『フランス・比較憲法綱要（Éléments de droit constitutionnel français et comparée)』